# モンゴル族 (中国)
モンゴル族（蒙古族）（モンゴルぞく（もうこぞく）、中: 蒙古族、ピンイン: Měnggǔ zú）は、中華人民共和国の55の少数民族の一つ。
もともとは、国民を民族識別工作によって民族別に区分した際、領内のモンゴル系の諸集団の多くを包含して成立させたカテゴリー。 ダウール族、トゥ族のように、伝統的に自身をモンゴルの一員と認識していながら、蒙古族とは別個の民族として識別されてしまった例もある。一方で、独自の文語を持つオイラトはモンゴル族として識別されている。
蒙古族の人口は581万3947人（2000年）であり、モンゴル国の人口は275万1314人である。これはまたブリヤート人やカルムイク人よりも遥かに多く、一国内のモンゴル系民族集団としては世界最大である。

## 分布
モンゴル族は主に内モンゴル自治区及び新疆ウイグル自治区、青海省、甘粛省、黒竜江省、吉林省、遼寧省のモンゴル族自治州、自治県に住み、その外にも寧夏回族自治区、河北省、四川省、雲南省、北京市などにも散在する。
四川省・雲南省のモンゴル族は、元朝以降に移住した人々である。稲作を中心にした農業に生業が転換した一方で、習俗にはモンゴル族のものを残していると思われるものがある。しかし、四川省で「蒙古族」として識別されている集団は主にモソ族の言葉と近縁の言語（ナル語）を使用し、雲南省で「蒙古族」として識別されている集団はイ族の言葉（ロロ諸語）と同系の言語(カツォ語）を使用している。

## 文化
言語はアルタイ諸語に属するモンゴル語を使用し、内モンゴル、オイラト、バルガ・ブリヤートの3大方言がある。キリル文字を使用するモンゴル国のモンゴル人と異なり、中国のモンゴル族は13世紀初めにウイグル文字をもとにして作られた古来のモンゴル文字を多少改造して使用している。近年、漢語（中国語）と漢字の使用率が増加し、特に都市部のモンゴル族では、モンゴル語の喪失、中国語の母語化が著しい。新疆ウイグル自治区方面ではそれをもっと改良したトドノムという文字も使われている。
チベット仏教を信仰するものが多いが、宗教に対しては厳格ではない。民族古来の宗教であるシャーマニズムも行われている。青海省にすむ一部のモンゴル族はイスラム教を信仰している。

## 歴史
文化大革命（1966年～1977年）では多くのモンゴル族が内モンゴル人民革命党粛清事件で処刑された。

## 自治区域

### 自治区
- 内モンゴル自治区

### 自治州
- 青海省
  - 海西モンゴル族チベット族自治州
- 新疆ウイグル自治区
  - ボルタラ・モンゴル自治州
  - バインゴリン・モンゴル自治州

### 自治県
- 河北省　
  - 囲場満族モンゴル族自治県
- 遼寧省　 
  - カラチン左翼モンゴル族自治県
  - 阜新モンゴル族自治県
- 吉林省　
  - 前ゴルロス・モンゴル族自治県
- 黒竜江省
  - ドルボド・モンゴル族自治県
- 甘粛省　 
  - 粛北モンゴル族自治県
- 青海省
  - 河南モンゴル族自治県
- 新疆ウイグル自治区
  - ホボクサル・モンゴル自治県

### 民族鎮
- 泰来県
  - 江橋モンゴル族鎮

### 民族郷
- 平泉市
  - 茅蘭溝満族モンゴル族郷
- 隆化県
  - 廟子溝モンゴル族満族郷
  - 八達営モンゴル族郷
  - 西阿超満族モンゴル族郷
- 康平県
  - 沙金台モンゴル族満族郷
  - 柳樹屯モンゴル族満族郷
  - 西関屯モンゴル族満族郷
  - 東昇満族モンゴル族郷
- 法庫県
  - 四家子モンゴル族郷
- 鳳城市
  - 大堡モンゴル族郷
- 彰武県
  - 二道河子モンゴル族郷
- 北票市
  - 馬友営モンゴル族郷
  - 涼水河モンゴル族郷
- 凌源市
  - 三家子モンゴル族郷
- 朝陽県
  - 烏蘭河碩モンゴル族郷
  - 松嶺門モンゴル族郷
- 建平県
  - 三家モンゴル族郷
- 建昌県
  - 二道湾子モンゴル族郷
- 扶余市
  - 三駿満族モンゴル族シベ族郷
- 白城市洮北区
  - 徳順モンゴル族郷
- 洮南市
  - 胡力吐モンゴル族郷
  - 呼和車力モンゴル族郷
- 大安市
  - 新艾里モンゴル族郷
- 鎮賚県
  - 哈吐気モンゴル族郷
  - 莫莫格モンゴル族郷
- 通楡県
  - 向海モンゴル族郷
  - 包拉温都モンゴル族郷
- 泰来県
  - 勝利モンゴル族郷
  - 寧姜モンゴル族郷
- ムリ・チベット族自治県
  - 屋脚モンゴル族郷
  - 項脚モンゴル族郷
- 塩源県
  - 大坡モンゴル族郷
- 大方県
  - 鳳山イ族モンゴル族郷
- 通海県
  - 興蒙モンゴル族郷
- 張掖市甘州区
  - 平山湖モンゴル族郷
- 粛南ユグル族自治県
  - 白銀モンゴル族郷
- 門源回族自治県
  - 皇城モンゴル族郷
- 海晏県
  - 哈勒景モンゴル族郷
- モンゴルキュレ県
  - 察汗烏蘇モンゴル族郷
  - 胡松図喀爾遜モンゴル族郷
- テケス県
  - 呼吉爾特モンゴル族郷
- ニルカ県
  - 科克浩特浩爾モンゴル族郷
- ウス市
  - 吉爾格勒特郭楞モンゴル族郷
  - 塔布勒合特モンゴル族郷
- ドルビルジン県
  - 額瑪勒郭楞モンゴル民族郷
  - 霍吉爾特モンゴル民族郷
- アルタイ市
  - 汗徳尕特モンゴル族郷
- ブルチン県
  - 禾木哈納斯モンゴル族郷

## 著名な人物
中華民国・中華人民共和国出身者のみを記す。
- 蒼国来栄吉 - 大相撲力士
- ウランフ（烏蘭夫） - 軍人、元中華人民共和国副主席
- 奇忠義（中国語版） - 中国最後のモンゴル王公、内モンゴル自治区政協副主席
- 王立軍 - 警察官、政治家　母親は漢族
- バーサンジャブ（巴森扎布／巴森） - 俳優
- スーチン・ガオワー（斯琴高娃） - 女優　父親は漢族
- オルリコ（烏日麗格） - 歌手
- 鮑喜順 - 世界一背の高いギネス記録保持者
- 巴特爾 - バスケットボール選手
- 李四光（中国語版） - 地質学者
- 楊海英 - 文化人類学者
- 楊晶 - 政治家
- デムチュクドンロブ（徳王） - 政治家、蒙古聯合自治政府主席
- 李守信 - 軍人・政治家、蒙古聯合自治政府副主席
- 白岩松 - ニュースキャスター、司会者。
- ザヤータイ（中国語版、モンゴル語版）（吉雅泰） - 初代駐蒙大使
- 布小林 - 官僚・政治家　ウランフの孫
- 大青山大介 - 大相撲力士